# Comuna de Jednorożec
Jednorożec (polaco: Gmina Jednorożec) é uma gminy (comuna) na Polónia, na voivodia de Mazóvia e no condado de Przasnyski. A sede do condado é a cidade de Jednorożec.
De acordo com os censos de 2004, a comuna tem 7199 habitantes, com uma densidade 31,1 hab/km².

## Área
Estende-se por uma área de 231,57 km², incluindo:
- área agricola: 50%
- área florestal: 44%

## Demografia
Dados de 30 de Junho 2004:
|                      | Total   | Total | Mulheres | Mulheres | Homens  | Homens |
| -------------------- | ------- | ----- | -------- | -------- | ------- | ------ |
|                      | pessoas | %     | pessoas  | %        | pessoas | %      |
| População            | 7199    | 100   | 3584     | 49,8     | 3615    | 50,2   |
| Densidade (pop./km²) | 31,1    | 100   | 15,5     | 15,5     | 15,6    | 15,6   |

De acordo com dados de 2002, o rendimento médio per capita ascendia a 1368,23 zł.

## Subdivisões
- Budy Rządowe, Drążdżewo Nowe, Dynak, Jednorożec, Kobylaki-Czarzaste, Kobylaki-Korysze, Kobylaki-Wólka, Lipa, Małowidz, Obórki, Olszewka, Parciaki, Połoń, Stegna, Ulatowo-Dąbrówka, Ulatowo-Pogorzel, Ulatowo-Słabogóra, Żelazna Prywatna, Żelazna Rządowa.

## Comunas vizinhas
- Baranowo, Chorzele, Krasnosielc, Krzynowłoga Mała, Płoniawy-Bramura, Przasnysz